# Родриго де Арриага
Родриго де Арриага (лат. Rodericus de Arriaga; 17 января 1592, Логроньо — 7 июня 1667, Прага) — испанский схоластический философ, теолог, иезуит, представитель барочного иезуитского номинализма.

## Биография
Арриага родился в 1592 году в Логроньо в Кастилии, где присоединился к Обществу Иисуса 17 сентября 1606 года, когда ему было 14 лет. Он изучал философию и теологию под руководством Педро Уртадо де Мендосы и кардинала Хуана де Луго; преподавал философию (1620—1623) и теологию (1624) в Вальядолиде и теологию в Саламанке (1624—1625).
Арриага приехал в Прагу в 1625 году, где преподавал теологию с 1626 по 1637 год. Впоследствии он служил деканом теологического факультета в 1637—1642 годах, был ректором иезуитского университета Фердинанда (1642—1653), а затем — префектом, осуществляющим надзор за обучением в 1654—1667 годах в иезуитском коллегиуме Клементинум.
После торжественного получения степени доктора теологии Арриага приобрел широкую известность. Провинция Богемии трижды избирала его представителем в Риме для посещения генеральной конгрегации ордена иезуитов. Его высоко ценили Урбан VIII, Иннокентий X и император Фердинанд III. Он умер в Праге 17 июня 1667 года.

## Философский курс (Cursus Philosophicus)

Арриага, «Cursus philosophicus» (Философский курс), 1669

Будучи новатором в метафизике и натурфилософии (защищая гелиоцентризм), Арриага отверг онтологический аргумент, отрицая возможность априорной демонстрации существования Бога.
В предисловии к первому изданию своего Философского курса (1632 г.) Арриага открыто высказался в пользу новых мнений, указывая на гениальность Фомы Аквинского, Фомы Каэтана, Луиса де Молины и Франсиско Суареса, как и у древних.

## Труды
- Cursus Philosophicus, Antwerp, 1632; Paris, 1637, 1639; Lyon, 1644, 1647, 1653, 1659, 1669.
- Disputationes Theologicae in Summam Divi Thomae. Disputationes in Primam Partem, Antwerp, 1643; Lyon, 1644, 1669.
- Disputationes Theologicae in Summam Divi Thomae. Disputationes in Primam Secundae, Antwerp, 1644; Lyon, 1669.